# Gewone dikkop
De gewone dikkop (Pheidole pallidula) is een mierensoort uit de onderfamilie van de Myrmicinae. De wetenschappelijke naam van de soort is voor het eerst geldig gepubliceerd in 1849 door Nylander.

## Uiterlijk
De Gewone Dikkopmier is een kleine mierensoort waarbij de koningin donkerrood tot bijna zwart is met een grootte van ongeveer 7 tot 8 mm. Daarentegen hebben de werksters een gele tot oranje kleur. De werksters zijn polymorf, wat wil zeggen dat er zowel minor werksters aanwezig zijn als soldaten. De soldaten zijn te herkennen aan hun dikke kop die aanzienlijk groter is dan de kop van de minor werksters. Daarnaast zijn de soldaten veel groter, namelijk: 6mm, terwijl de minor werksters een grootte van 2 tot 4mm hebben.

## Indeling van het mierennest
In het mierennest kan er één functionele koningin zijn, maar er kunnen ook meerdere functionele mieren aanwezig zijn in het nest.